# Ботыцкий, Александр Иванович

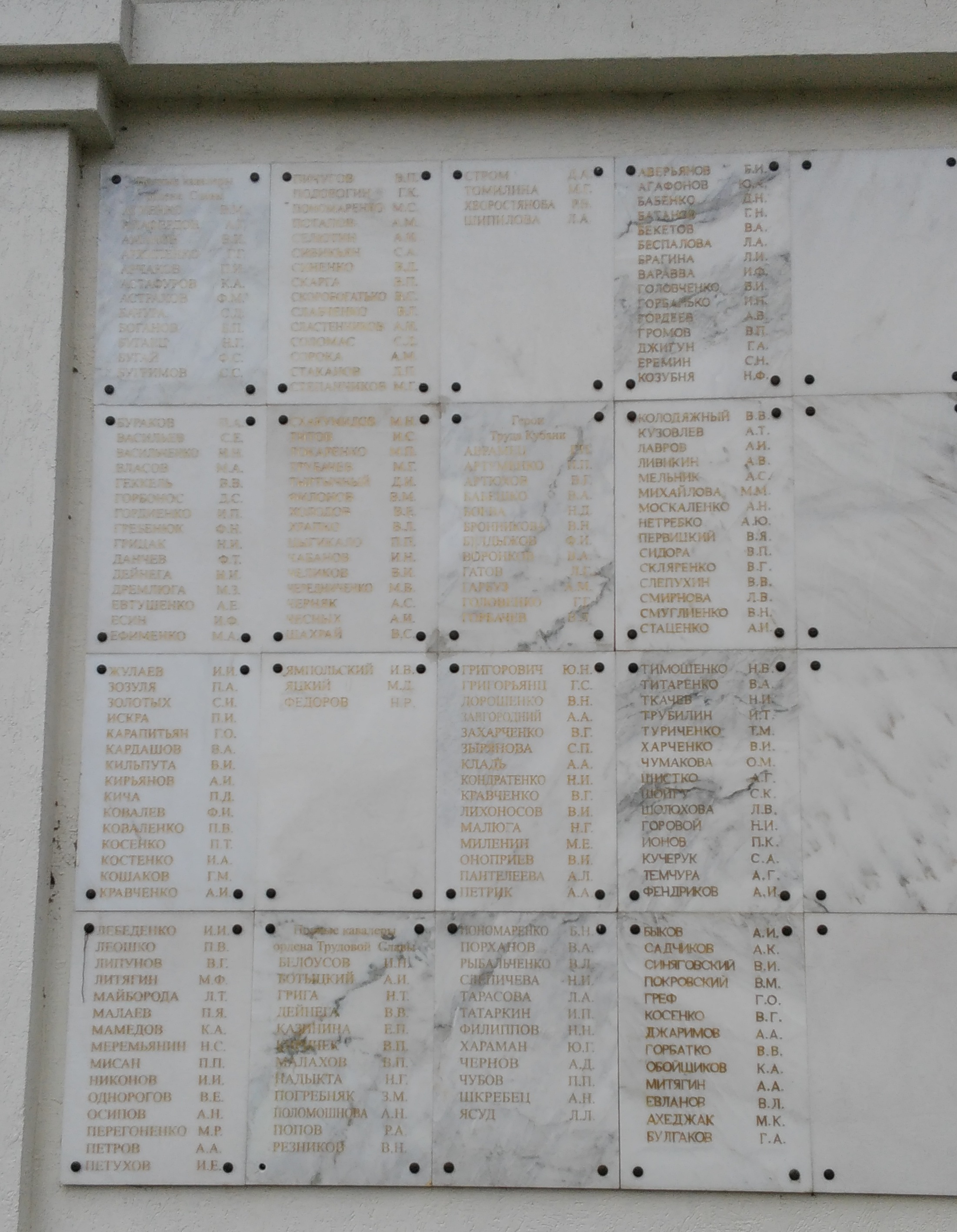
Мемориальная доска с именами полных кавалеров Ордена Трудовой Славы в Краснодаре, 2017

Александр Иванович Ботыцкий (род. 27.05.1937) — водитель автомобиля совхоза «Лабинский» Лабинского района  Краснодарского края, полный кавалер ордена Трудовой Славы (03.09.1990).

## Биография
Родился 27 мая 1937 года в станице Ахметовской Лабинского района Азово-Черноморского (с сентября 1937 года — Краснодарского) края в крестьянской семье. Окончил 4 класса школы в своей станице и 7 классов в школе города Лабинск, куда переехала семья.
Трудовую деятельность начал в семнадцать лет в семеноводческом совхозе «Лабинский», работал прицепщиком. В 1955 году окончил годичные курсы трактористов в училище механизации сельского хозяйства в станице Ханской (город Майкоп). По возвращении в совхоз работал по специальности в первом отделении. В 1959 году окончил вечерние 6-месячные курсы шофёров, одновременно с учебой работал трактористом на току «Зерноочистка».
С 1959 года работал водителем автогаража семсовхоза «Лабинский». На всех порученных ему участках работы отличался добросовестным и качественным исполнением работ, постоянно был лидером, передовиком производства. Неоднократно выходил победителем в социалистическом соревновании водителей. Сезонность работы требовала особого подхода. На уборке трактористы, водители и комбайнеры работали с рассвета и допоздна. После трудного дня водители совершали рейс на элеватор, чтобы сдать зерно в  закрома, приходилось стоять в огромной очереди машин еще полночи для выполнения плана сдачи зерна государству. После уборки зерна автотранспорт переоборудовался под заготовку кормов. И опять напряжённый ритм работы. От того, как быстро будет заложен на хранение сенаж или силос, зависит и его качество. Только крупного рогатого скота в совхозе насчитывалось более шести тысяч голов. 
С 1959 по 1991 год Александр Иванович работал водителем автогаража семсовхоза «Лабинский». В 60-е годы возил директора Семёна Кравченко Героя Социалистического труда. За эти 32 года он был награжден знаками: Победитель соцсоревнования в 1973, 1974, 1975, 1976 годах, ударник десятой пятилетки, ударник ХI пятилетки, награжден юбилейной медалью «За доблестный труд. В ознаменование 100-летия со дня рождения Владимира Ильича Ленина».
Указами Президиума Верховного Совета СССР от 14 февраля 1975 года и 31 декабря 1976 года Ботыцкий Александр Иванович  награждён орденами Трудовой Славы 3-й и 2-й степеней.
Указом Президиума Верховного Совета СССР за достижение высоких результатов в производстве, переработке и продаже государству сельскохозяйственной продукции на основе применения прогрессивных технологий и передовых методов организации труда Ботыцкий Александр Иванович награжден орденом Трудовой Славы 1-й степени. Стал полным кавалером ордена Трудовой Славы.
В 1992 году совхоз был реорганизован в агросоюз «Мирный». Как опытного механизатора, отлично знающего свое дело, ответственного работника Ботыцкого был назначен инженером-механиком автогаража. В этой должности проработал двенадцать лет, до 2003 года. 
В 1995 году за выдающиеся заслуги в развитии сельскохозяйственного производства Краснодарского края ему присвоено почётное звание «Заслуженный работник сельского хозяйства Кубани».
В 1997 году вышел на пенсию, но продолжал работать инженером-механиком еще пять лет.
27 мая 2022 отметил свой 85-летний юбилей.
Жил в городе Лабинск.

## Награды и звания
Награжден орденами Трудовой Славы 1-й, 2-й, 3-й степеней:3 ст. 14.02.1975 № 25126
2 ст. 23.12.1976 № 1399
1 ст. 03.09.1990 № 797
- медалями вт.ч.:медали Выставки достижений народного хозяйства (ВДНХ) СССР,

## Память
- В Краснодаре установлена Мемориальная доска с именами полных кавалеров Ордена Трудовой Славы